# Okręg wyborczy Sowerby
Okręg wyborczy Sowerby powstał w 1885 r. i wysyłał do brytyjskiej Izby Gmin jednego deputowanego. Okręg obejmował wieś Sowerby oraz okolice w zachodnim Yorkshire. Okręg został zlikwidowany w 1983 r.

## Deputowani do brytyjskiej Izby Gmin z okręgu Sowerby
- 1885–1892: Edward Crossley, Partia Liberalna
- 1892–1904: John William Mellor, Partia Liberalna
- 1904–1918: John Higham, Partia Liberalna
- 1918–1922: Robert Barker
- 1922–1923: William Simpson-Hinchliffe, Partia Konserwatywna
- 1923–1924: Arnold Williams, Partia Liberalna
- 1924–1929: Geoffrey Shaw, Partia Konserwatywna
- 1929–1931: William Tout, Partia Pracy
- 1931–1945: Malcolm McCorquodale, Partia Konserwatywna
- 1945–1949: John Belcher, Partia Pracy
- 1949–1974: Douglas Houghton, Partia Pracy
- 1974–1979: Max Madden, Partia Pracy
- 1979–1983: Donald Thompson, partia Konserwatywna